# Plano (boeken)
Plano is in de drukkerswereld de term die gebruikt wordt voor ongevouwen vellen drukpapier. Het woord komt van het Latijnse planus, dat vlak betekent.
Een planodrukkerij werkt met vellen papier, in tegenstelling tot een rotatiepers waar met rollen papier wordt gewerkt.
Sedert de tweede helft van de 20ste eeuw wordt meestal een volledige oplage boeken in één keer verwerkt.
Vroeger werden bijvoorbeeld 10.000 exemplaren van het binnenwerk van een boek gedrukt om de drukkosten per exemplaar laag te houden. Aangezien de bindkosten per exemplaar amper dalen bij grote partijen, werd slechts een deel van de oplage, bijvoorbeeld 2.000 exemplaren gebonden, waardoor de investering gespreid werd. De overige exemplaren werden in plano opgeslagen tot weer een partij nodig was. De grote uitgevers namen het voortouw in deze evolutie.
Bij kleine veranderingen in de inhoud werd vaak slechts één vel (dus 8, 16 of 32 pagina's) herdrukt.
Tegenwoordig verandert de inhoud van de boeken vaak veel sneller. Bovendien worden vaker bindtechnieken gebruikt die per exemplaar veel goedkoper zijn, waardoor het meestal geen zin meer heeft nog plano's op te slaan.